# Pettus (Virginie-Occidentale)
Pour la census-designated place du Texas, voir Pettus.
Pettus est une zone non incorporée située dans le comté de Raleigh, dans l’État de Virginie-Occidentale, aux États-Unis. Elle a été nommée en hommage à W. H. Pettus, un homme d’affaires de l’industrie de l’extraction de charbon.

## Source
- (en) Cet article est partiellement ou en totalité issu de l’article de Wikipédia en anglais intitulé « Pettus, West Virginia » (voir la liste des auteurs).